# نادر صفرزایی
نادر صفرزایی (زاده ۲۸ دی ۱۳۷۳) بازیکن فوتبال اهل  ایران است ، وی در سال ۱۳۹۳ به باشگاه فوتبال پرسپولیس تهران و در سال ۱۳۹۵ به باشگاه نفت تهران راه یافت پیوست.